# Historia del ido
El ido fue creado a principios del siglo XX. Ha habido varios proyectos de lenguas construidas que precedieron a la creación del ido. Entre los precursores del dominio: Galien, Blaise Pascal, René Descartes, Gottfried Wilhelm von Leibniz, pero sobre todo Johann Martin Schleyer, inventor del volapük y Ludwig Lazarus Zamenhof, padre del esperanto. Ha habido igualmente numerosos proyectos que siguieron a la creación del ido, como el italico, latin-ido, weltdeutsch, etc.

## La Delegación para la adopción de una lengua auxiliar internacional
Al principio del siglo XX, la necesidad de una lengua internacional estaba siendo considerada por numerosas personalidades, notablemente los científicos y los filósofos. Este periodo corresponde al de un florecimiento de nuevos proyectos de lengua internacional. A partir de la iniciativa del matemático Léopold Leau, se creó desde el 17 de enero de 1901 una Delegación para la adopción de una lengua auxiliar internacional con el apoyo de numerosos científicos. En 1906, la Delegación había recibido el apoyo de más de 1.200 miembros de academias y universidades de diferentes países y de más de 300 sociedades científicas. 
En mayo de 1907, la delegación envió la pregunta de la Asociación internacional de las Academias de Viena, que se declaró incompetente, por 12 votos contra 8 y una abstención. En consecuencia, la delegación formó un comité de trabajo cuyos miembros fueron elegidos por 242 votos sobre un total de 253. Este Comité abarcaba a científicos de renombre, tales como los lingüistas Jespersen, Schuchardt y Baudouin de Courtenay o incluso el químico Ostwald. Por cooptación, otras personalidades fueron admitidas, como el matemático italiano Peano. Léopold Leau y Louis Couturat fueron los secretarios del Comité.
El comité se reunió en el Collège de France durante el mes de octubre de 1907 y examinó numerosos proyectos de lengua internacional, presentados por representantes de sus autores. Según las líneas del comité los autores no podrían estar en el comité. El comité llegó rápidamente a la conclusión de que sólo existían dos proyectos de lengua internacional dignos de interés. El primero era el esperanto, inmutable después de su aparición en 1887; el segundo era el Idiom Neutral, desarrollado por la antigua Academia del Volapük. La delegación decidió el último día elegir el "Ido" gracias al propio creador Couturat y a la defensa sospechosamente repentina de Beaufront, que hablaba de un esperanto "mejorado" e ignoraba su promesa ante Zamenhof de defender el esperanto y representar a sus hablantes. 
Este proyecto, de autor anónimo en el momento de su presentación ya que al desvelar el nombre de Couturat habría quedado invalidado, era una suerte de síntesis entre una especie de esperanto y el Idiom Neutral. Como indica el informe del lingüista danés Otto Jespersen, miembro del comité de la delegación:

Durante el último consejo, el centro de discusiones giró en torno al autor del proyecto anónimo Ido que fue presentado por el Señor Couturat en lugar del autor [...] Era una especie de esperanto que tenía en cuenta las objeciones que habían sido hechas por todos los lados en contra de la lengua de Zamenhof y mostró bien en varios puntos el compromiso deseado entre el Esperanto y el Idiom Neutral

Es imposible que Wilhelm Ostwald quedara satisfecho con el ido, porque se retiró de la presidencia de la comisión y creó en 1916 una lengua construida: el Weltdeutsch. El 29 de septiembre de 1926 en el diario Vossische Zeitung, explicó la necesidad de crear una nueva lengua internacional para reemplazar al ido.

## Una paternidad controvertida

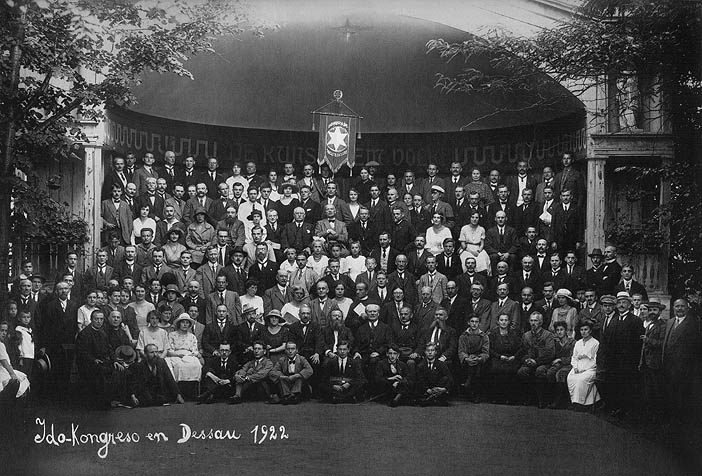
Congreso internacional idista en Dessau-Roßlau, en Alemania, 1922.

La paternidad del proyecto Ido es controvertida. Sin embargo, el testimonio del lingüista Otto Jespersen, que era miembro del comité de trabajo, después de la comisión permanente, estableció claramente que se trataba de Louis de Beaufront. El filósofo francés Louis Couturat conocía probablemente la identidad del autor del proyecto. Como el proyecto Ido tomaba el nombre de sus tesis de derivación, la idea de que él era el autor se extendió.
Según Otto Jespersen, el proyecto Ido fue presentado a la asamblea durante la última sesión por Couturat en lugar del autor. Nadie entre los miembros del comité sabía nada sobre el autor, si no era ni Couturat, ni Leau ni algún otro miembro del propio comité.

### Beaufront y las relaciones con el mundo del esperanto
La relación entre Beaufront y el esperanto es compleja:

#### Beaufront favorable al esperanto
Beaufront fue uno de los pioneros del esperanto en Francia y reconocido como representante de Zamenhof, que dijo:

Así como una vez profeticé  la muerte del volapük en el día de su nacimiento, incluso con la plena confianza y sin temor a equivocarme, profetizo la muerte de cualquier sistema que pretenda oponerse al esperanto. Veinticinco años de investigación personal sobre el tema, obligándome a ver, sólo en esperanto, la solución real del problema. Desde cualquier punto de vista que lo consideremos, el esperanto es una obra de lógica y de un admirable sentido práctico. Es tan plenamente coherente con la agenda real de la lengua internacional que cualquier nuevo sistema no pudo igualar más que en el pastiche de una manera evidente, o mejor dicho, imitándolo por completo. Así que podemos dormir en paz. Nunca tendremos la necesidad de abandonar el esperanto: no se nos dará otro mejor.

#### El asunto Hachette
En 1901, Zamenhof, hizo que Beaufront le representara antes la editorial Hachette para publicar obras en esperanto. Sin embargo, se resintió Carlo Bourlet y Théophile le advirtieron Zamenhof en contra de las facultades demasiado amplias que había concedido a Beaufront y a Hachette.
Zamenhof hubiera sido definitivamente vinculado a Hachette, mientras que Beaufront, junto con el editor, habría tenido un derecho absoluto de todos los libros en esperanto o relacionados, independientemente de sus autores. Al hacer descarrilar este asunto, Cart y Bourlet destituyeron a Beaufront de su papel de liderazgo y evitaron que la edición en esperanto no se convirtiera en un monopolio de Hachette.

#### Beaufront y el mundo del ido
Beaufront fue considerado como un traidor por los esperantista debido a que se suponía que él era el representante del esperanto cuando el presentó el ido el último día "sobre la marcha".
Jespersen fue elegido presidente de la Academia del Ido y, en la revista Progreso, participó activamente en las discusiones que pedían una mejora constante de la lengua. Pero después de unos años, su actividad cesó súbitamente, en parte porque no estaba contento de la forma con la que Couturat y los demás querían hacer evolucionar al ido, pero sobre todo porque sospechaba que Couturat - cuyo intrigante papel durante el periodo del comité no quedó claro hasta después - explotó su autoridad de forma que daba miedo e no le consideraba más que una marioneta.

## Elaboración
El comité de la delegación decidió nombrar, el 24 de octubre de 1907, una Comisión permanente encargada "de estudiar y de fijar los detalles de la lengua que será adoptada". Los miembros de esta comisión fueron Louis Couturat, Wilhelm Ostwald, Otto Jespersen, Baudouin de Courtenay y Léopold Leau. Louis de Beaufront fue ulteriormente copotado "en razón de su competencia especial".
Una unión de amigos de la lengua internacional (Uniono di la Amiki di la Linguo Internaciona), que comprendía una Academia y un Comité Directivo, fue fundada así como una revista mensual, Progreso, fue lanzada en 1908 para publicar las discusiones lingüísticas y las decisiones de la Academia del Ido. Son los trabajos de la comisión permanente los que desarrollará la lengua que tomó el nombre de "Ido" después de que Zamenhof rechazara todas las nominaciones utilizando el nombre "esperanto".
Para lo esencial, la elaboración de la lengua fue acabada en 1910 con la publicación de los primeros manuales y diccionarios de ido "conforme a las decisiones tomada por el Comité y por la Comisión", tal y como lo atestigua la declaración de la Comisión firmada por todos sus miembros. Acabada su misión, delegación de disolvió regularmente el 31 de julio de 1910 después de haber fundado la Uniono por la linguo internaciona.
Las principales modificaciones aportadas al esperanto en la elaboración del ido son las siguientes (tal y como fueron enunciadas por el Comité de la Delegación) :
1. supresión de las letras acentuadas, permitiendo imprimir los textos de esta lengua, conservando la ortografía fonética y restableciendo la ortografía internacional;
2. supresión de algunos trazos morfosintáticos (acusativos, acuerdo entre el nombre y el adjetivo);
3. regularización de la derivación, única manera de prevenir la invasión de los modismos, y proporcionar una base sólida para el desarrollo del vocabulario científico y técnico, esencial para la difusión de la lengua internacional en el mundo científico;
4. enriquecimiento del vocabulario a través de la adopción de nuevas raíces cuidadosamente seleccionados de acuerdo con el principio de la máxima internacionalidad.[8]

## Entre estabilidad y cambio
Los idistas se encontraron rápidamente enfrentado a un grave dilema: para algunos, la continuación de los trabajos lingüísticos mejoró la calidad de la lengua pero, al mismo tiempo, dio lugar a continuos cambios que hacía difícil su difusión al público en general.
Un debate opuso a los partidarios de la estabilidad para difundir la lengua y aquellos que deseaban primero acabar el trabajo lingüístico. Es en este contexto en el cual Louis Couturat defendió en la revista Progreso una voz media:

Ciertamente, nuestra lengua no está terminada, pero no queremos volverla a empezar. Debemos construirla y desarrollarla, paso a paso, de manera constante, de acuerdo con principios fijos, de hecho, nuestro lema es: ni el estancamiento inerte ni la agitación incesante, pero progreso constante y continuo.

Finalmente, después de muchos años de trabajo intenso, se decidió un periodo de estabilidad de diez años en 1914 para dar a conocer la lengua.

## El revés de la Primera Guerra Mundial
Es en pleno crecimiento cuando el movimiento idista fue duramente golpeado por dos trágicos sucesos. El 3 de agosto de 1914, Luis Couturat murió en un accidente de coche, el mismo día en que Alemania le declaró la guerra a Francia. La desaparición del defensor más activo del ido seguido por una explosión del nacionalismo y la destrucción del primer conflicto mundial asestó un duro golpe al ido y la idea misma de una lengua internacional. El movimiento idista sobrevivió realmente en países neutrales como Suiza (incluyendo la actividad de Schneeberger, Secretario de la Uniono Por La Linguo Internaciona Ido), y Suecia (con Ahlberg, editor de la revista idista Mondo). La revista Progreso, de la que Couturat fue el editor y el redactor, dejó de publicarse en 1914.

## El renacimiento de los años 20
Después de la guerra, el movimiento idista se reconstituyó lentamente. En 1918, el lingüista francés Antoine Meillet, profesor en el Collège de France, elogió el ido, y más en general la idea de una lengua internacional, en su libro Les Langues dans l'Europe nouvelle:

Sería posible, sin embargo, para proceder de manera lógica y, por consiguiente, de manera más satisfactoria y más clara, en la formación de palabras que hace esperanto. Esto fue demostrado por los creadores del Ido, el lenguaje basado en el mismo principio que el esperanto, pero donde los principios se han aplicado con mayor rigor. Quiérase o no de estas dos soluciones propuestas ya han tenido un éxito duradero, un hecho que se adquiere: una lengua artificial basada en el principio del esperanto y del Ido puede trabajar. Para cualquier persona que ya sabe Inglés o una lengua romance, y más para cualquier persona que sabe varios idiomas de Europa occidental, es fácil de aprender esperanto o Ido, bastan tan sólo unos días para entender, algunas semanas para practicar estas lenguas.

En 1920, Schneeberger, presidente de la Academia del Ido, anunció la reanudación de los trabajos de la Academia. Louis de Beaufront publicó en 1925 su "Gramática completa" (Kompleta Gramatiko Detaloza), que aún a principios del siglo XXI sigue siendo una obra de referencia sobre la gramática del ido. Muchos congresos idistas han sido organizados: Viena (1921), Dessau (1922), Kassel (1923), Luxemburgo (1924), Turín (1925) y Praga (1926). Han aparecido muchas revistas idistas.

## La crisis de 1927
En 1927, algunas ser ias disensiones dividieron al movimiento idista. La aparición en 1922 de otra lengua auxiliar, Occidental, y el resurgimiento del dilema entre la estabilidad y el cambio debilitaron al Ido. Los conservadores se oponen en vivos debates a los reformadores. Por su parte, Otto Jespersen, que se separó del movimiento idista, publicó en 1928 su propio proyecto lingüístico, el Novial. Jespersen, explica las razones de su distanciamiento del ido:

La nueva lengua, ya que fue modificada durante los debates de Progreso hasta que se volvió más y más distante del proyecto original de Beaufront, ha demostrado ser un lenguaje muy flexible y rico, superior al esperanto en muchos aspectos, aunque no del todo satisfactoria como ya tendré la oportunidad de mostrar en un capítulo especial. Su principal inconveniente para mí es que sus fundadores no tuvieron como lema Lasciate ogni Esperanto voi ch'entrate, pero hay que reconocer que los responsables del ido han demostrado que casi todos han tomado la palabra "progreso" en serio y están dispuestos a continuar ahora el desarrollo hasta el perfeccionamiento de la LE [Lengua Internacional], sin pensar que la última palabra se haya dicho ya sobre este tema.

El Novial, que contiene muchas características de Ido al tiempo que elimina los elementos más llamativos del Esperanto (por ejemplo, los finales en -o de los sustantivos, los adjetivos en -a o la conjugación, en -is, -as, -os) atrajo a un número de idistas como Ahlberg cuyo diario idista Mondo se convirtió en revista novialista.

## La reunificación del movimiento idista
El congreso idista de Zúrich de 1928 marca el comienzo de la reunificación del movimiento idista. L'Uniono por la Linguo internaciona Ido es reactivada y un boletín oficial se edita. La revista Progreso reaparece a partir de 1931 y sin interrupción hasta hoy en día. El secretario y redactor Matejka declara al respecto:

Con esta decisión, el trabajo se inició durante el reciente congreso de Sopron, una nueva era para nuestro movimiento. El despertar de Progreso es algo más que un símbolo o un homenaje a sus inolvidables fundadores, lo que demuestra el compromiso de nuestros líderes para continuar el trabajo de nuestro maestro Couturat y proporcionar una tribuna digna de este nombre para las discusiones libres y el perfeccionamiento constante.

El primer número del nuevo Progreso contenía artículos a algunos de los fundadores del ido como Wilhelm Ostwald o Léopold Leau. Tuvieron lugar debates sobre la oportunidad de realizar nuevos cambios, hasta que en 1934 un nuevo periodo de estabilidad se ha declaró por una década. Por otra parte, la situación internacional había vuelto a ser desfavorable para los idiomas internacionales, con el aumento del fascismo y el nazismo así como del estalinismo, seguido por la Segunda Guerra Mundial. La primera preocupación del movimiento idista se había convertido en la mera supervivencia.

## La posguerra
El movimiento idista sobrevivió a la Segunda Guerra Mundial. La revista Progreso nunca ha dejado de aparecer. Después el trabajo lingüístico se reanudó, aunque a un ritmo lento. Lo esencial de la lengua estaba de hecho fijado. La necesidad principal se limitaba principalmente a la adopción de nuevas palabras y al seguimiento de la evolución de la ciencia y la tecnología.
La mayoría de los artículos de Progreso hablaban sobre diversos temas, aparte de lingüísticos. Una importante producción poética ha crecido en Ido por muchos autores, cuya principal autor sigue siendo el belga Andreas Juste. Dominó el movimiento idista entre los años 1960-1998 no solo por la importancia de su producción literaria en Ido, sino también por el dinamismo que ha impregnado el movimiento. La recaudación de Andreas Juste incluye una biblioteca especializada con más de 250 libros sobre el ido o en ido y muchos textos en Ido. En el año 2009, es la mantiene la asociación Juste & Co.

## Hoy en día
En 2009, el movimiento idista está presente en Internet. Existen muchos sitios web. Muchas listas de discusión en ido o sobre el ido están activas. Existe una Wikipedia en ido. Las revistas idistas Progreso, Kuriero Internaciona y Ido-Saluto aparecen regularmente. Los rencuentros idistas tienen lugar cada año. Es, junto con interlingua, la segunda lengua auxiliar más hablada.